# Saint-Joseph (Martinica)
Saint-Joseph é uma comuna francesa na região administrativa de Martinica. Estende-se por uma área de 43,29 km², com 17 107 habitantes, segundo os censos de 2006.